# مجزرة الشجاعية 2025
مجزرة الشجاعية (9 أبريل 2025) هي مجزرة ارتكبها جيش الاحتلال الإسرائيلي ضمن حرب الإبادة الجماعية المستمرة على قطاع غزة التي بدأت منذ عام 2023. استهدفت الطائرات الحربية الإسرائيلية منطقة مكتظة بالسكان كانت مكتظة بخيام اللاجئين والنازحين في حي الشجاعية شرق مدينة غزة، أدت الدمار نحو 8 منازل واستشهاد أكثر من 35 فلسطينيًا بينهم 8 أطفال وجرح العشرات وخلفت أكثر من 20 مفقودًا.

## الخلفية
في 18 مارس، شنت إسرائيل غارات جوية مفاجئة على جميع أنحاء غزة، مما أسفر عن مقتل أكثر من 404 شخص بينهم 263 امرأة وطفلًا وإصابة المئات وفقًا لوزارة الصحة في غزة وإنهاء وقف إطلاق النار، وهو اليوم الأكثر دموية لعدد الشهداء الفلسطينيين منذ اندلاع الحرب في غزة في أكتوبر 2023. أمرت إسرائيل لاحقًا بعمليات إخلاء جماعية في الشجاعية، مدعيةً إلى الحاجة إلى تدمير "البنية التحتية الإرهابية"، مما أدى إلى نزوح الآلاف من سكان الشجاعية قبل بدء هجوم متجدد.

## المجزرة
ارتكب جيش الاحتلال الإسرائيلي، مذبحة إبادية جديدة في حي الشجاعية، حيثُ استهدف الجيش مربعًا سكنيًا يتكون من ثمانية منازل مُتلاصقة، ما أدى إلى استشهاد ما لا يقل عن 30 فلسطينيًا في حصيلة أولية، وإصابة ما يزيد عن 60 آخرين، وتضمنت الإصابات عددًا كبيرًا من الأطفال. إدعت إسرائيل أنها ضربت جنديًا بارزًا في حماس دون تقديم أدلة، وفي البداية دون الكشف عن اسمه. في اليوم التالي، أعلن الجيش الإسرائيلي أن قائد حماس المقتول هو هيثم رازق عبد الكريم شيخ خليل.